# Paula Grande Martínez
Paula Grande Martínez (Logroño, 27 de noviembre de 1993) es una deportista española que compitió en tiro, en la modalidad de rifle. En los Juegos Europeos de Cracovia 2023 consiguió una medalla de plata en la prueba de rifle 10 m mixto.

## Palmarés internacional
| Juegos Europeos | Juegos Europeos     | Juegos Europeos  | Juegos Europeos  |
| Año             | Lugar               | Medalla          | Prueba           |
| --------------- | ------------------- | ---------------- | ---------------- |
| 2023            | Breslavia (Polonia) | Medalla de plata | Rifle 10 m mixto |